# Espacio afín

No hay puntos distinguidos por definición

En matemáticas, particularmente en geometría, un espacio afín  es una estructura que surge al olvidar el punto distinguido (origen) de un espacio vectorial.
Históricamente, la noción de espacio afín procede del descubrimiento de nuevas geometrías perfectamente coherentes diferentes de la geometría euclidiana que revisan los conceptos de longitud, asociadas con el de distancia y de ángulo, propias de la geometría de Euclides.[cita requerida] El resultado es una geometría en la que el espacio se presenta como una estructura matemática próxima a la del espacio vectorial.

## Definición de espacio afín
El espacio afín puede definirse de varios modos equivalentes.
Dado un conjunto no vacío {\displaystyle E} diremos que es un espacio afín asociado a un espacio vectorial {\displaystyle V} si se tiene la siguiente aplicación:

Visualización del orden de los puntos para o como origen y destino de una traslación.

{\displaystyle {\begin{matrix}\varphi :&E\times E&\longrightarrow {}&V\\&(a,b)&\longmapsto &\varphi (a,b)\end{matrix}}}
tal que se cumplan:
1) Fijado un punto a la aplicación {\displaystyle \varphi _{a}} es biyectiva, es decir:
2) Se tiene la relación de Chasles, es decir:
Los elementos de {\displaystyle E} se llaman puntos.
Se designa al vector {\displaystyle \varphi (a,b)\,} por la notación {\displaystyle {\overrightarrow {ab}}}, así la propiedad 2 se escribe como:
La dimensión de un espacio afín es la dimensión del espacio vectorial asociado.
Observación:
La aplicación {\displaystyle \varphi } asocia dos puntos a un único vector, por lo que se dice que el primer punto es el origen y el segundo el extremo.

## Coordenadas
Hay dos tipos de sistema de coordenadas fuertemente relacionados que pueden definirse en espacios afines.

### Coordenadas baricéntricas
Sea A un espacio afín de dimensión n sobre un cuerpo k, y {\displaystyle \{x_{0},\dots ,x_{n}\}} sea una base afín de A. Las propiedades de una base afín implican que para cada x en A existe una (n + 1)-tupla {\displaystyle (\lambda _{0},\dots ,\lambda _{n})} única de k elementos tal que
{\displaystyle \lambda _{0}+\dots +\lambda _{n}=1}
y
{\displaystyle x=\lambda _{0}x_{0}+\dots +\lambda _{n}x_{n}.}
Las {\displaystyle \lambda _{i}} se denominan coordenadas baricéntricas de x sobre la base afín {\displaystyle \{x_{0},\dots ,x_{n}\}}. Si los xi se consideran cuerpos que tienen pesos (o masas) {\displaystyle \lambda _{i}}, el punto x es, por tanto, el baricentro de los xi, y esto explica el origen del término "coordenadas baricéntricas".
Las coordenadas baricéntricas definen un isomorfismo afín entre el espacio afín A y el subespacio afín de kn + 1 definido por la ecuación {\displaystyle \lambda _{0}+\dots +\lambda _{n}=1}.
Para espacios afines de dimensión infinita, se aplica la misma definición, utilizando solo sumas finitas. Esto significa que para cada punto, solo un número finito de coordenadas son distintas de cero.

### Coordenadas afines
Un marco afín de un espacio afín consta de un punto, llamado origen, y de una base del espacio vectorial asociado. Más precisamente, para un espacio afín A con un espacio vectorial asociado {\displaystyle {\overrightarrow {A}}}, el origen o pertenece a A, y la base lineal es una base (v1, ..., vn) de {\displaystyle {\overrightarrow {A}}} (para simplificar la notación, se considera solo el caso de dimensión finita, considerando que el caso general es similar).
Para cada punto p de A, existe una secuencia única {\displaystyle \lambda _{1},\dots ,\lambda _{n}} de elementos del cuerpo base tal que
{\displaystyle p=o+\lambda _{1}v_{1}+\dots +\lambda _{n}v_{n},}
o equivalentemente
{\displaystyle {\overrightarrow {op}}=\lambda _{1}v_{1}+\dots +\lambda _{n}v_{n}.}
Las {\displaystyle \lambda _{i}} se denominan coordenadas afines de p sobre el marco afín (o, v1, ..., vn).
Ejemplo: En geometría euclídea, las coordenadas cartesianas son coordenadas afines relativas a un marco ortonormal, es decir, un marco afín (o, v1, ..., vn) tal que (v1, ..., vn) es una base ortonormal.

### Relación entre coordenadas baricéntricas y afines
Las coordenadas baricéntricas y las coordenadas afines están fuertemente relacionadas y pueden considerarse equivalentes.
De hecho, dado un marco baricéntrico
{\displaystyle (x_{0},\dots ,x_{n}),}
se deduce inmediatamente el marco afín
{\displaystyle (x_{0},{\overrightarrow {x_{0}x_{1}}},\dots ,{\overrightarrow {x_{0}x_{n}}})=\left(x_{0},x_{1}-x_{0},\dots ,x_{n}-x_{0}\right),}
y si
{\displaystyle \left(\lambda _{0},\lambda _{1},\dots ,\lambda _{n}\right)}
son las coordenadas baricéntricas de un punto sobre el marco baricéntrico, entonces las coordenadas afines del mismo punto sobre el marco afín son
{\displaystyle \left(\lambda _{1},\dots ,\lambda _{n}\right).}
Por el contrario, si
{\displaystyle \left(o,v_{1},\dots ,v_{n}\right)}
es un marco afín, entonces
{\displaystyle \left(o,o+v_{1},\dots ,o+v_{n}\right)}
es un marco baricéntrico. Si
{\displaystyle \left(\lambda _{1},\dots ,\lambda _{n}\right)}
son las coordenadas afines de un punto sobre el marco afín, entonces sus coordenadas baricéntricas sobre el marco baricéntrico son
{\displaystyle \left(1-\lambda _{1}-\dots -\lambda _{n},\lambda _{1},\dots ,\lambda _{n}\right).}
Por lo tanto, las coordenadas baricéntricas y afines son casi equivalentes. En la mayoría de las aplicaciones, se prefieren las coordenadas afines, ya que involucran menos coordenadas que sean independientes. Sin embargo, en situaciones donde los puntos importantes del problema estudiado son afínmente independientes, las coordenadas baricéntricas pueden conducir a un cálculo más simple, como en el siguiente ejemplo.

#### Ejemplo del triángulo
Los vértices de un triángulo no plano forman una base afín del plano. Las coordenadas baricéntricas permiten una fácil caracterización de los elementos del triángulo que no involucran ángulos ni distancias:
Los vértices son los puntos de coordenadas baricéntricas (1, 0, 0), (0, 1, 0) y (0, 0, 1). Las rectas que contienen las aristas son los puntos que tienen una coordenada cero. Las aristas mismas son los puntos que tienen una coordenada cero y dos coordenadas no negativas. El interior del triángulo son los puntos cuyas coordenadas son todas positivas. Las medianas son los segmentos cuyos puntos tienen dos coordenadas iguales, y el centroide es el punto de coordenadas (13, 13, 13).

### Cambio de coordenadas

#### Caso de coordenadas baricéntricas
Las coordenadas baricéntricas se cambian fácilmente de una base a otra. Sean {\displaystyle \{x_{0},\dots ,x_{n}\}} y {\displaystyle \{x'_{0},\dots ,x'_{n}\}} bases afines de A. Por cada x en A hay alguna tupla {\displaystyle \{\lambda _{0},\dots ,\lambda _{n}\}} para la cual
{\displaystyle x=\lambda _{0}x_{0}+\dots +\lambda _{n}x_{n}.}
De manera similar, para cada {\displaystyle x_{i}\in \{x_{0},\dots ,x_{n}\}} de la primera base, ahora se tiene en la segunda base
{\displaystyle x_{i}=\lambda _{i,0}x'_{0}+\dots +\lambda _{i,j}x'_{j}+\dots +\lambda _{i,n}x'_{n}}
para alguna tupla {\displaystyle \{\lambda _{i,0},\dots ,\lambda _{i,n}\}}. En consecuencia, se puede reescribir la expresión dada en la primera base como una dada en la segunda haciendo que
{\displaystyle \,x=\sum _{i=0}^{n}\lambda _{i}x_{i}=\sum _{i=0}^{n}\lambda _{i}\sum _{j=0}^{n}\lambda _{i,j}x'_{j}=\sum _{j=0}^{n}{\biggl (}\sum _{i=0}^{n}\lambda _{i}\lambda _{i,j}{\biggr )}x'_{j}\,,}
obteniéndose las coordenadas en la segunda base como la tupla {\textstyle {\bigl \{}\sum _{i}\lambda _{i}\lambda _{i,0},\,\dots ,\,{}}{\textstyle \sum _{i}\lambda _{i}\lambda _{i,n}{\bigr \}}}.

#### Caso de coordenadas afines
Las coordenadas afines también se cambian fácilmente de una base a otra. Sean {\displaystyle o}, {\displaystyle \{v_{1},\dots ,v_{n}\}} y {\displaystyle o'}, {\displaystyle \{v'_{1},\dots ,v'_{n}\}} marcos afines de A. Para cada punto p de A, existe una secuencia única {\displaystyle \lambda _{1},\dots ,\lambda _{n}} de elementos del cuerpo base tal que
{\displaystyle p=o+\lambda _{1}v_{1}+\dots +\lambda _{n}v_{n},}
y de manera similar, por cada {\displaystyle v_{i}\in \{v_{1},\dots ,v_{n}\}} de la primera base, ahora se tiene en la segunda base que
{\displaystyle o=o'+\lambda _{o,1}v'_{1}+\dots +\lambda _{o,j}v'_{j}+\dots +\lambda _{o,n}v'_{n}\,}
{\displaystyle v_{i}=\lambda _{i,1}v'_{1}+\dots +\lambda _{i,j}v'_{j}+\dots +\lambda _{i,n}v'_{n}}
para la tupla {\displaystyle \{\lambda _{o,1},\dots ,\lambda _{o,n}\}} y la tupla {\displaystyle \{\lambda _{i,1},\dots ,\lambda _{i,n}\}}. Ahora, se puede reescribir la expresión en la primera base referida a la segunda como
{\displaystyle {\begin{aligned}\,p&=o+\sum _{i=1}^{n}\lambda _{i}v_{i}={\biggl (}o'+\sum _{j=1}^{n}\lambda _{o,j}v'_{j}{\biggr )}+\sum _{i=1}^{n}\lambda _{i}\sum _{j=1}^{n}\lambda _{i,j}v'_{j}\\&=o'+\sum _{j=1}^{n}{\biggl (}\lambda _{o,j}+\sum _{i=1}^{n}\lambda _{i}\lambda _{i,j}{\biggr )}v'_{j}\,,\end{aligned}}}
obteniéndose las coordenadas en la segunda base como la tupla {\textstyle {\bigl \{}\lambda _{o,1}+\sum _{i}\lambda _{i}\lambda _{i,1},\,\dots ,\,{}}{\textstyle \lambda _{o,n}+\sum _{i}\lambda _{i}\lambda _{i,n}{\bigr \}}}.

## Propiedades elementales
De la definición del espacio afín resultan las siguientes propiedades:
Dados {\displaystyle a,b,c,d\,} y {\displaystyle a_{1},...,a_{n}\,} puntos cualesquiera en un espacio afín {\displaystyle E\,}.
Tenemos:
| {\displaystyle {\overrightarrow {ab}}={\vec {0}}\quad \Leftrightarrow a=b\,} |
| {\displaystyle {\overrightarrow {aa}}+{\overrightarrow {aa}}={\overrightarrow {aa}}\Rightarrow } {\displaystyle {\overrightarrow {aa}}={\vec {0}}}. {\displaystyle \Rightarrow )\,Si\,{\overrightarrow {ab}}={\vec {0}}\,y\,{\overrightarrow {aa}}={\vec {0}},} entonces como {\displaystyle \varphi _{a}} es biyectiva, se tiene que {\displaystyle a=b}. {\displaystyle \Leftarrow )\,Si\,a=b\Rightarrow } {\displaystyle {\overrightarrow {ab}}={\overrightarrow {aa}}={\vec {0}}\,}. |

| {\displaystyle {\overrightarrow {ba}}=-{\overrightarrow {ab}}\,} |
| {\displaystyle {\overrightarrow {ab}}+{\overrightarrow {ba}}={\overrightarrow {aa}}={\vec {0}}\Rightarrow } {\displaystyle {\overrightarrow {ab}}=-{\overrightarrow {ba}}} |

| {\displaystyle {\overrightarrow {ab}}={\overrightarrow {cd}}\quad \Leftrightarrow {\overrightarrow {ac}}={\overrightarrow {bd}}\,} (regla del paralelogramo). |
| Directo a partir de {\displaystyle {\overrightarrow {ac}}+{\overrightarrow {cd}}={\overrightarrow {ad}}={\overrightarrow {ab}}+{\overrightarrow {bd}}.}       |

| {\displaystyle {\overrightarrow {a_{1}a_{n}}}=\sum _{i=1}^{n-1}\quad {\overrightarrow {a_{i}a_{i+1}}}} (relación de Chasles generalizada)                                                            |
| Inductivamente se aplica que {\displaystyle \sum _{i=1}^{n-1}\quad {\overrightarrow {a_{i}a_{i+1}}}=\sum _{i=1}^{n-2}\quad {\overrightarrow {a_{i}a_{i+1}}}+\quad {\overrightarrow {a_{n-1}a_{n}}}.} |

## Traslaciones
Dado un espacio afín {\displaystyle E\,} sobre {\displaystyle V\,} mediante {\displaystyle \varphi \,} y un vector {\displaystyle u\in V}, una traslación de vector {\displaystyle u\,} en {\displaystyle E\,} es una aplicación dada por:
Observaciones:
Se puede escribir como {\displaystyle T_{u}(a):=\varphi _{a}^{-1}(u)} que está bien definida por ser {\displaystyle \varphi _{a}} biyectiva.

### Propiedades
Dados los vectores {\displaystyle u,v\in V} se tiene:
| {\displaystyle T_{u}\circ T_{v}=T_{u+v}.} |
| {\displaystyle T_{u}(a)=b\Leftrightarrow } {\displaystyle u=\varphi (a,b)} {\displaystyle T_{v}(b)=c\Leftrightarrow } {\displaystyle v=\varphi (b,c)} - {\displaystyle T_{v}\circ T_{u}(a)=T_{v}(b)=c} - {\displaystyle \varphi (a,c)=\varphi (a,b)+\varphi (b,c)=u+v} {\displaystyle \Rightarrow T_{u}\circ T_{v}=T_{u+v}.} |

| {\displaystyle \forall a,b\in E,\;\exists !u\in V:\;T_{u}(a)=b}                                     |
| {\displaystyle u:=\varphi (a,b)} y por tanto única por ser {\displaystyle \varphi } una aplicación. |

## Proposición
Un espacio afín {\displaystyle E\,} sobre {\displaystyle V\,} queda univocamente determinado por el conjunto:
si cumple:
a) {\displaystyle T_{v}\circ T_{u}=T_{v+u}}
b) {\displaystyle \forall a,b\in E,\;\exists !u\in V:\;T_{u}(a)=b.}
| Demostración |
| Sea {\displaystyle \varphi } la aplicación dada por b): - {\displaystyle \varphi (a,b):=u} - {\displaystyle \varphi (a,b)+\varphi (b,c)=\varphi (a,c)} ya que: {\displaystyle T_{u}(a)=b\Leftrightarrow \varphi (a,b)=u}, {\displaystyle T_{v}(b)=c\Leftrightarrow \varphi (b,c)=v} además {\displaystyle T_{v}\circ T_{u}(a)=T_{v+u}(a)=c\Rightarrow \varphi (a,c)=v+u.} - {\displaystyle \varphi _{a}} es biyectiva, es decir, {\displaystyle \forall a\in E,} {\displaystyle \forall u\in V,} {\displaystyle \exists !b\in E:} {\displaystyle \varphi _{a}(b)=u,} por definición equivale a tomar {\displaystyle b:=T_{u}(a),} es única por ser {\displaystyle T_{v}} una aplicación. |

Observación:
{\displaystyle {\mathcal {T}}} es el conjunto de todas las traslaciones ya que {\displaystyle \exists !b:\varphi _{a}^{-1}(u)=b=T_{u}(a).}
Un espacio afín {\displaystyle E\,} se designa por la terna {\displaystyle (E,V,\varphi )} o {\displaystyle (E,V,T)} según la primera o segunda definición respectivamente.

### Propiedades
| {\displaystyle T_{0}=Id.} |
| {\displaystyle \forall u\in V\;\;T_{\vec {0}}\circ T_{u}=T_{{\vec {0}}+u}=T_{u}\Rightarrow } {\displaystyle T_{\vec {0}}=Id.} |

| {\displaystyle T_{u}} es biyectiva y {\displaystyle T_{u}^{-1}=T_{-u}.}                                  |
| {\displaystyle T_{u}\circ T_{-u}=T_{u-u}=T_{\vec {0}}=Id\Rightarrow } {\displaystyle T_{-u}=T_{u}^{-1}.} |

| Si {\displaystyle T_{v'}\circ T_{u}=T_{u'}\circ T_{v}} entonces {\displaystyle T_{u}=T_{u'}\Leftrightarrow T_{v}=T_{v'}.} |
| Es directo, aplicando el resultado sobre la hipótesis.                                                                    |

| Si {\displaystyle \exists a\in E:T_{u}(a)=T_{v}(a)\Rightarrow u=v}      |
| Por la propiedad b) {\displaystyle T_{u}(a)=b=T_{v}(a)\Rightarrow u=v.} |

Ejemplos:
| Los espacios vectoriales {\displaystyle V\,} son espacios afines sobre sí mismos. | |                                                                                  |
|                                                                                   | Como mera distinción se nota {\displaystyle {\vec {V}}} como espacio vectorial y {\displaystyle V} para el mismo pero como espacio afín, se define una aplicación {\displaystyle \varphi } como: {\displaystyle {\begin{matrix}\varphi :&V\times V&\longrightarrow {}&{\vec {V}}\\&(u,v)&\longmapsto &{\vec {w}}&=v-u\end{matrix}}} Esta aplicación cumple las dos condiciones: 1) {\displaystyle \varphi _{u}} es biyectiva ya que {\displaystyle \varphi _{u}^{-1}({\vec {w}})=w+u.} 2) {\displaystyle \varphi (u,v)+\varphi (v,w)=(v-u)+(w-v)} {\displaystyle =w-u} {\displaystyle =\varphi (u,w)} Por tanto es un espacio afín {\displaystyle \square }. Observaciones \| \| \| \| \| Traslación de vector {\displaystyle {\vec {0}}} en el punto {\displaystyle 0.} \| Traslación de vector {\displaystyle {\vec {u}}} y {\displaystyle -{\vec {u}}.} \| Traslación de un vector {\displaystyle {\vec {u}}} a {\displaystyle {\vec {v}}.} \| |                                                                                  |
|                                                                                   | |                                                                                  |
| Traslación de vector {\displaystyle {\vec {0}}} en el punto {\displaystyle 0.}    | Traslación de vector {\displaystyle {\vec {u}}} y {\displaystyle -{\vec {u}}.} | Traslación de un vector {\displaystyle {\vec {u}}} a {\displaystyle {\vec {v}}.} |

Dados dos espacios afínes {\displaystyle (E,V,T)} y {\displaystyle (E',V',T')}, entonces también es un espacio afín la terna:
{\displaystyle (E\times E',V\times V',T\times T')} donde {\displaystyle {\begin{matrix}T\times T'_{(u,v)}:&E\times E'&\longrightarrow {}&E\times E'\\&(a,b)&\longmapsto &(T_{u}(a),T'_{v}(b))\end{matrix}}.}

### Notación
Se usa como notación algebraica de {\displaystyle u={\vec {ab}}}:
- {\displaystyle u=b-a,}

- {\displaystyle b=u+a,}

- {\displaystyle a=b-u.}

| Consistencia de la notación |
| En un espacio afín hay una correspondencia entre 3 conjuntos,{\displaystyle E,E} y {\displaystyle V\,}, más aún, dados dos elementos cualesquiera de 2 de los conjuntos respectivamente, se tiene que un tercer elemento del tercer conjunto queda determinado de forma única. Algebraicamente se distinguen cada uno de estos elementos: {\displaystyle u} como vector, {\displaystyle b} como punto extremo de {\displaystyle u} y {\displaystyle a} como punto origen de {\displaystyle u}, también: - {\displaystyle u=\varphi (a,b)=b-a} es consecuencia de que {\displaystyle \varphi } es una aplicación, es decir, {\displaystyle \forall a,b\in E,\exists !u\in V:\varphi (a,b)=u,} - {\displaystyle b=\varphi _{a}^{-1}(u)=u+a} es consecuencia de que {\displaystyle \varphi _{a}} es biyectiva, es decir, {\displaystyle \forall a\in E,u\in V,\exists !b\in E:\varphi (a,b)=u} - {\displaystyle a=\varphi _{b}^{-1}(-u)=-u+b} igual que antes, {\displaystyle \forall b\in E,u\in V,\exists !a\in E:\varphi (b,a)=-\varphi (a,b)=-u,} lo cual justifica la notación. Dicha notación resiste el uso de producto de elementos del cuerpo {\displaystyle K\,} por vectores: {\displaystyle \forall \lambda \in K,\lambda u=\lambda {\vec {ab}}=\lambda b-\lambda a,} de uso puramente cuantitativo, se tiene que: - Una expresión es un vector si hay tantos puntos de origen como de extremo, es decir: {\displaystyle \forall a,b\in E,\forall \alpha ,\beta \in K} {\displaystyle \alpha a+\beta b} es un vectore si {\displaystyle \alpha +\beta =0.} - Una expresión es un punto si hay un punto de extremo de más, es decir: {\displaystyle \forall a,b\in E,\forall \alpha ,\beta \in K} {\displaystyle \alpha a+\beta b} es un punto si {\displaystyle \alpha +\beta =1.} No queda definido un sentido para el resto de casos. |

- Con esta notación las propiedades anteriores son inmediatas.

## Definición de subespacio afín
Un subespacio afín es un subconjunto de un espacio afín que es a su vez un espacio afín.
Dado {\displaystyle E\,} un espacio afín sobre {\displaystyle V\,} mediante {\displaystyle \varphi } y {\displaystyle U\subset V} un subespacio vectorial. Se espera que {\displaystyle F\,} sea un espacio afín sobre {\displaystyle U\,} con {\displaystyle \varphi _{\vert F\times F}} por tanto está bien definida, además ha de cumplir las dos condiciones de espacio afín:
2) {\displaystyle \varphi (a,b)+\varphi (b,c)} {\displaystyle =\varphi (a,c)} es heredado del espacio afín {\displaystyle E\,}
1) {\displaystyle \varphi _{a}} es biyectiva, es decir:
de donde se deduce que {\displaystyle F-a\subset U} y {\displaystyle U+a\subset F} por tanto solo se ha de verificar que {\displaystyle F=a+U} para cualquier {\displaystyle a\in F}, es decir, {\displaystyle F\,} ha de ser una variedad lineal que se formaliza a continuación.
Dado un espacio afín {\displaystyle E\,} sobre {\displaystyle V\,}, {\displaystyle a\in E} y {\displaystyle U\subset V} un subespacio vectorial. Llamaremos variedad lineal por {\displaystyle a\,} y dirección {\displaystyle U\,} al conjunto {\displaystyle F\subset E} tal que:
{\displaystyle F:=\{b\in E:b-a\in U\}} {\displaystyle =\{b\in E:b=u+a,u\in U\}} {\displaystyle =\{a+u:u\in U\}} {\displaystyle =a+U.}
Dados {\displaystyle u,v\in E} diremos que pertenecen a un mismo espacio {\displaystyle F\,} de dirección {\displaystyle U\,} si {\displaystyle u-v\in U}.
| La relación anterior es una relación de equivalencia |
| Se considera la relación {\displaystyle x{\mathcal {R}}y:=\langle x-y\in U\rangle } y se comprueban: Propiedad reflexiva: Dado un elemento {\displaystyle x\in F} se tiene que {\displaystyle x-x={\vec {0}}\in U.} Propiedad de simetría: Dados dos elementos {\displaystyle x,y\in F} se tiene que si {\displaystyle x-y=v\in U} entonces {\displaystyle -v\in U} es decir {\displaystyle y-x\in U.} Propiedad transitiva: Dados tres elementos {\displaystyle x,y,z\in F} se tiene que si {\displaystyle x-y\in U} y {\displaystyle y-z\in U} entonces {\displaystyle U\ni (x-y)+(y-z)=x-z} es decir {\displaystyle x-z\in U.} |